# Castelul Bethlen din Sânmiclăuș
Castelul Bethlen din Sânmiclăuș este un ansamblu de monumente istorice aflat pe teritoriul satului Sânmiclăuș; comuna Șona.
Ansamblul este format din următoarele monumente:
- Castelul Bethlen (cod LMI AB-II-m-A-00323.01)
- Grânar (cod LMI AB-II-m-A-00323.02)
- Parc (cod LMI AB-II-m-A-00323.03)

## Istoric

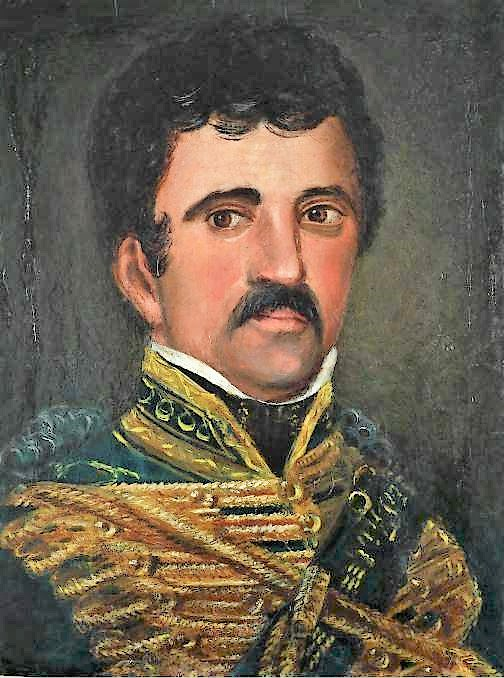
Miklós Bethlen, arhitect, cancelar al Transilvaniei

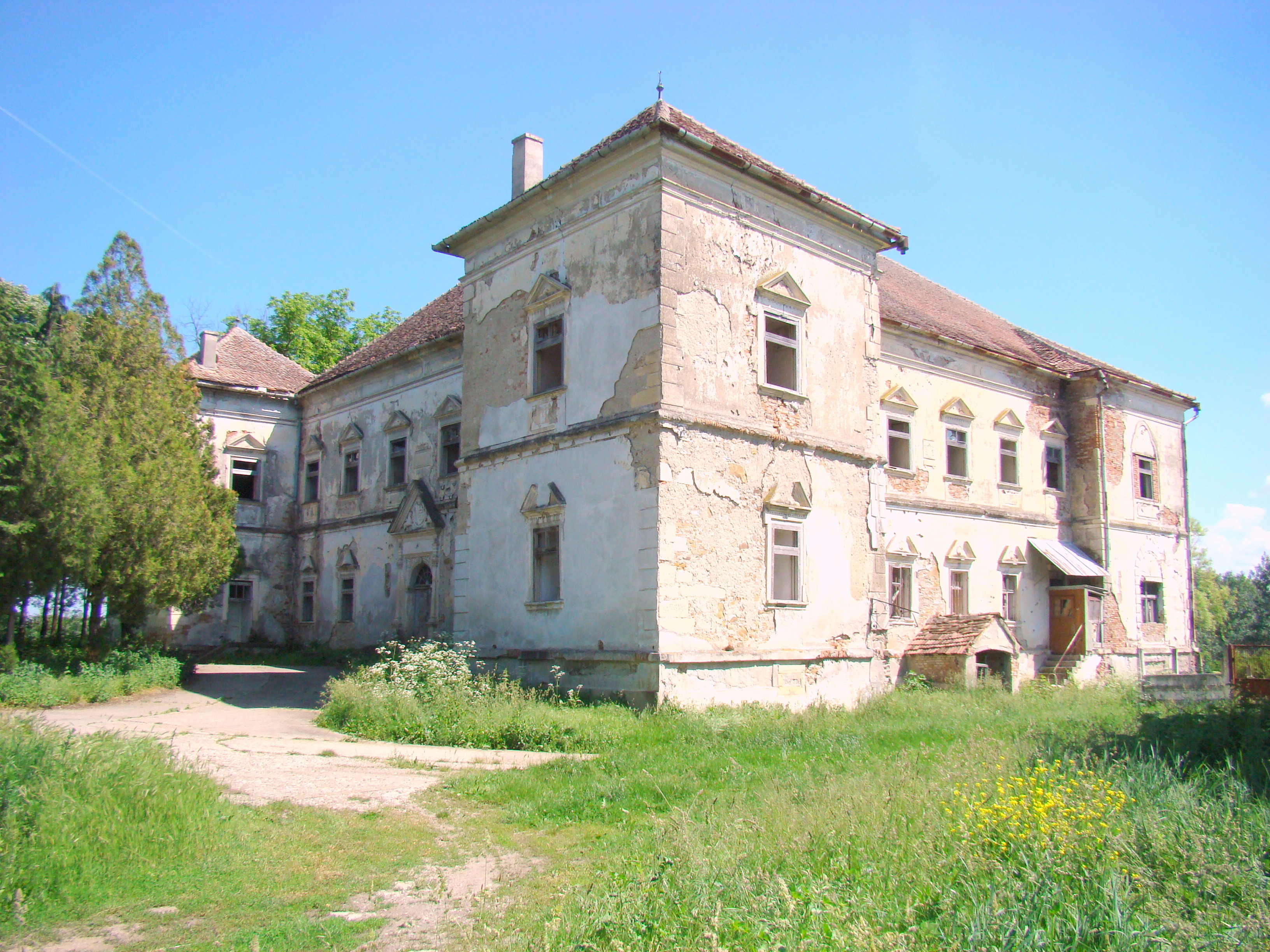
Castelul Bethlen din Sânmiclăuș, comuna Șona, județul Alba, foto: mai 2015.

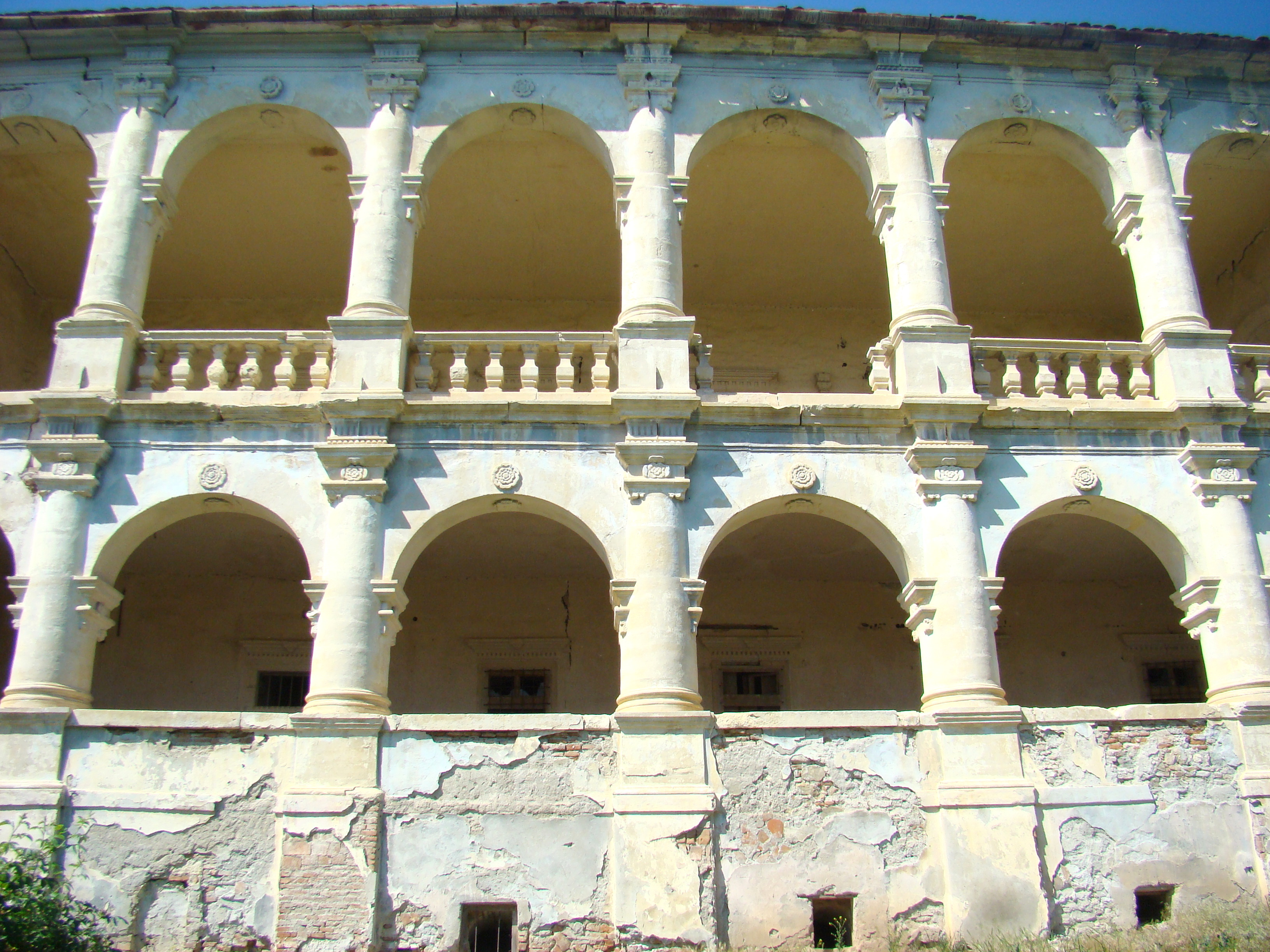
Logia pe două etaje, cu stâlpii arcadelor frumos decorați

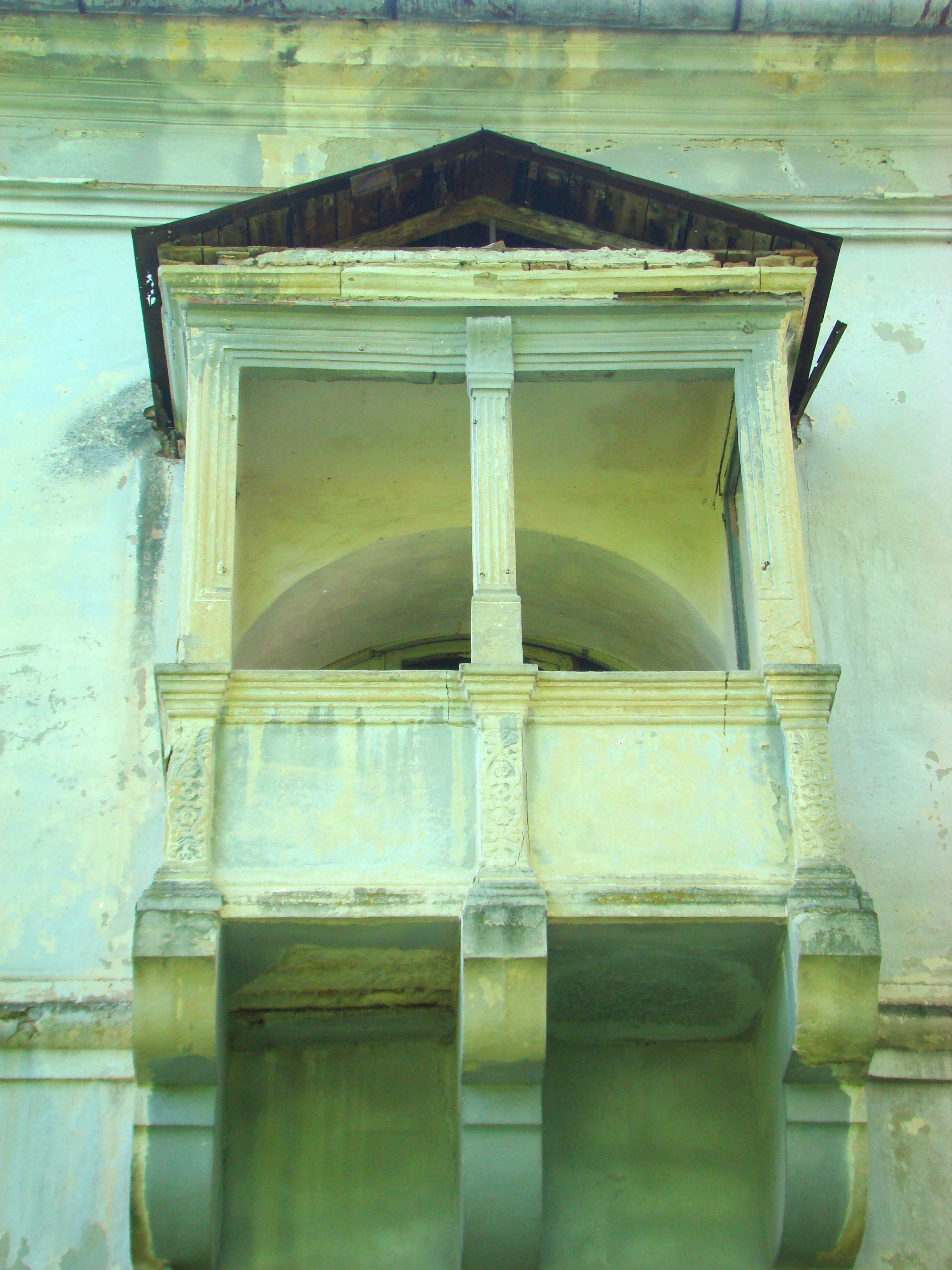
Balconul

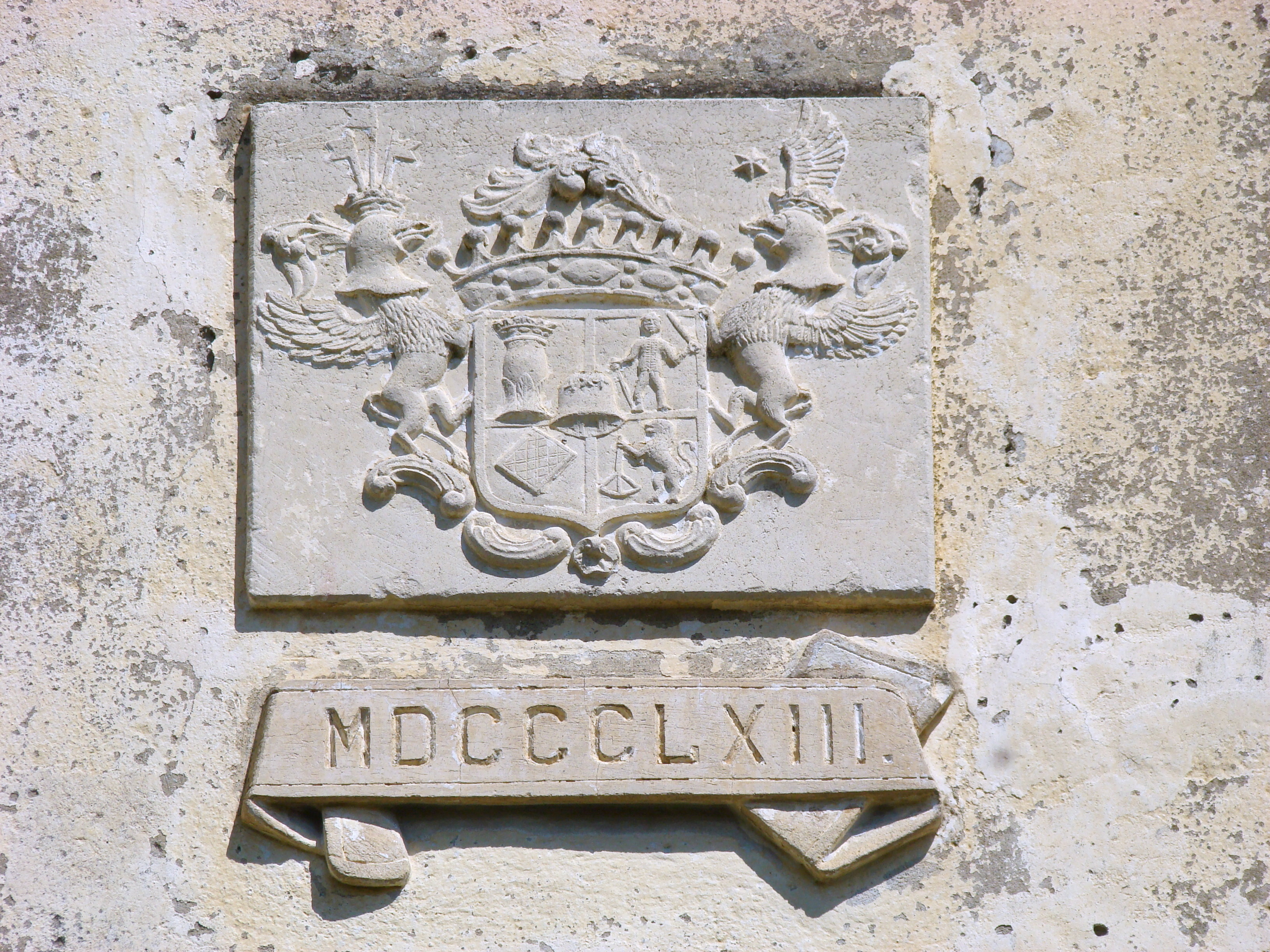
Blazonul familiei Brukenthal

Castelului Bethlen din Sânmiclăuș a fost ridicat de Miklós Bethlen (1642-1716) după planurile pe care el însuși le-a realizat. Miklós Bethlen s-a născut în castelul familiei Bethlen de Bethlen din Boiu. Tatăl său, János Bethlen, om de încredere al principilor Gheorghe Rákóczi I și Gheorghe Rákóczi al II-lea, devine, sub Mihai Apafi I, cancelar al Transilvaniei. János Bethlen și apoi Miklós Bethlen, au jucat un rol determinant în viața Principatului, luptând pentru păstrarea independenței Transilvaniei și drepturile protestanților din Principat.
Familiarizat cu arhitectura din anii de studii la Utrecht și Leyden, pasionat de arhitectură și traducând, la întoarcerea în țară, un tratat german de arhitectură (niciodată publicat), Miklós Bethlen și-a făcut singur planurile castelului, construit în perioada 1668-1683. 
În 1856 domeniul trece din posesia familiei Bethlen în posesia familiei Brukenthal, care renovează palatul și îl transformă în școală agricolă. Blazonul familiei este încă vizibil.
În 1918 domeniul intră în posesia statului, iar în timpul regimului comunist palatul devine parte a IAS-ului Jidvei, la fel ca și castelul Bethlen-Haller din Cetatea de Baltă.
Astăzi clădirea este în proprietate privată, dar neutilizată. Aparține, la fel ca și ansamblul din Cetatea de Baltă, companiei Jidvei.

## Trăsături
Planul palatului, un pătrat fără curte interioară, cu colțurile marcate de volume asemănătore unor turnuri, amintește de planurile de factură renascentistă ale castelelor de la Cetatea de Baltă și Ozd. Spațiul interior al palatului este împărțit în nouă zone identice ca dimensiuni. Camerele sunt acoperite cu bolți renascentiste, acoperite la rândul lor cu stucaturi colorate. Ușile și ferestrele păstrează ancadramente de piatră sculptate în manieră renascentistă.
Palatului i s-a adăugat între anii 1686-1689 o fortificație constând în ziduri de apărare, cinci bastioane și un șanț de apă, dar din fortificație nu se mai păstrează astăzi nimic.

## Imagini

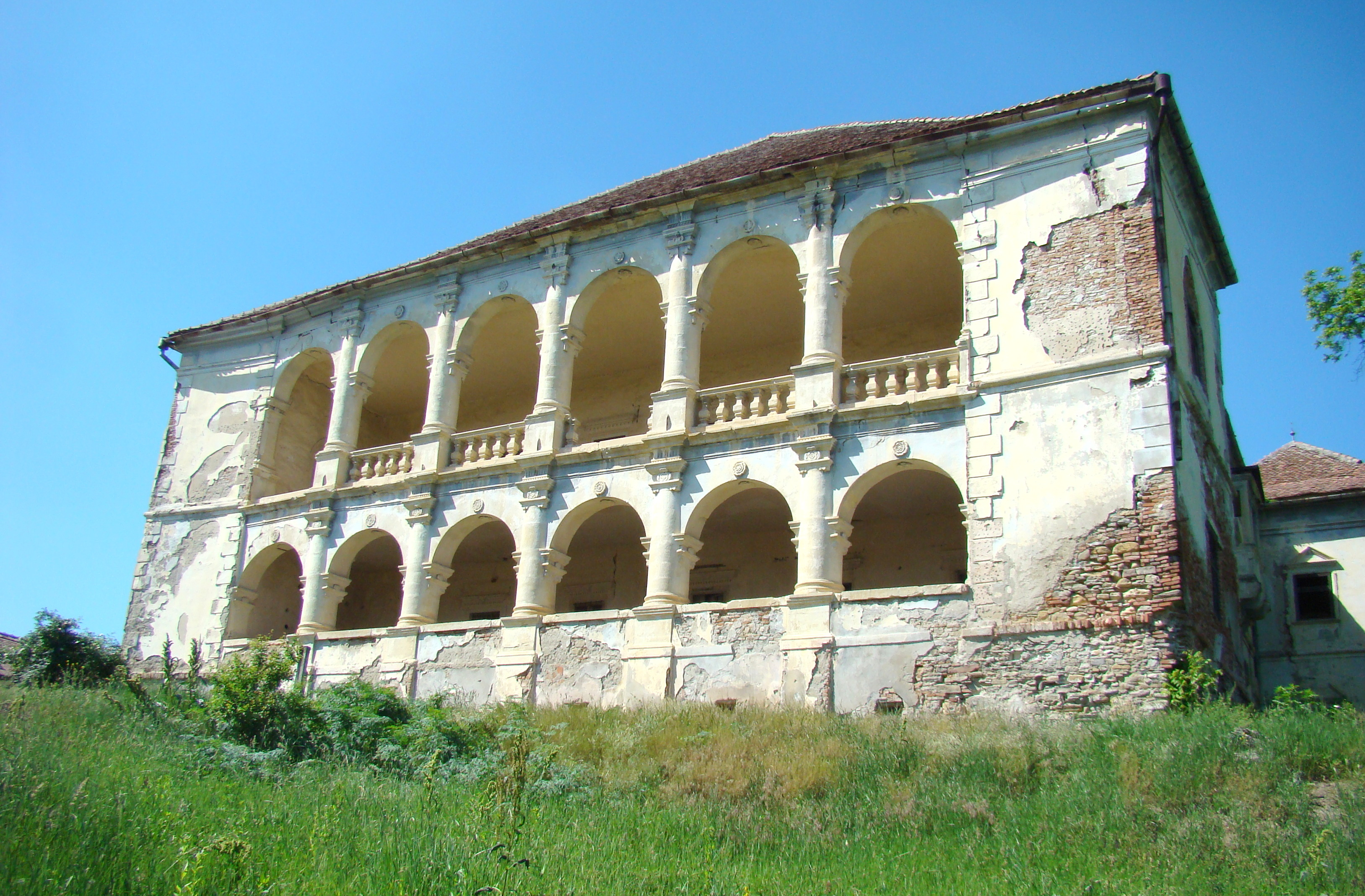
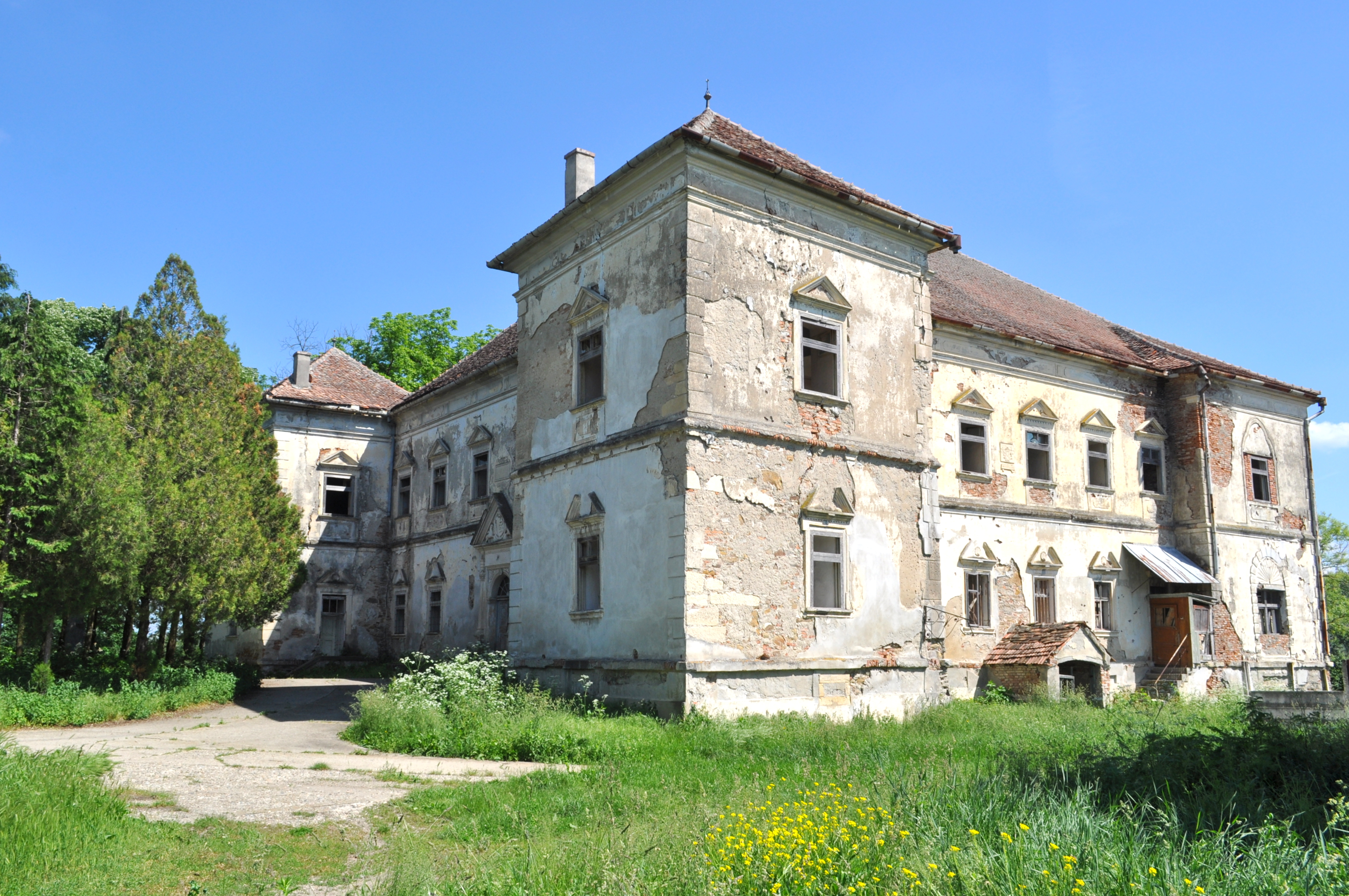
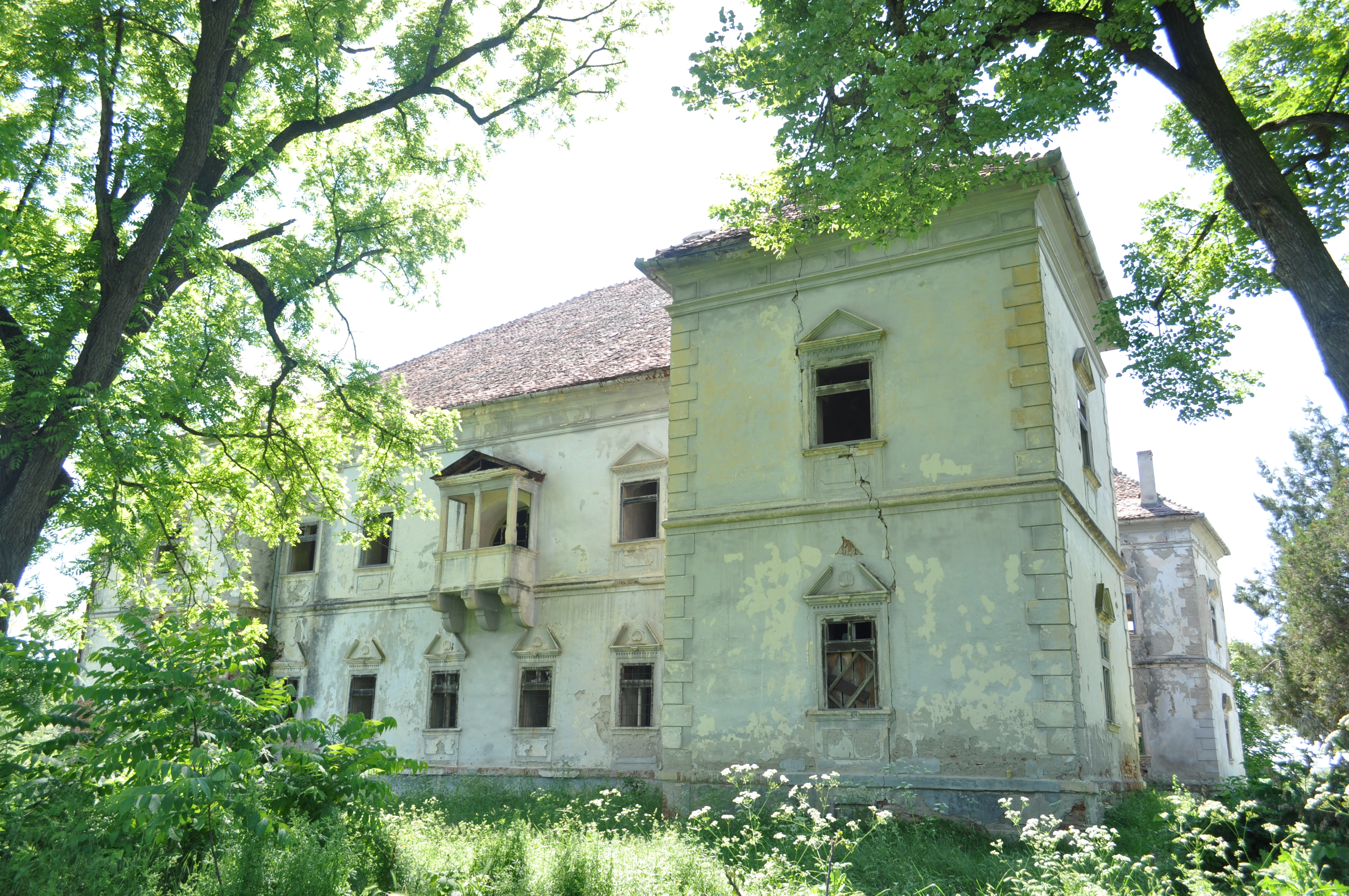
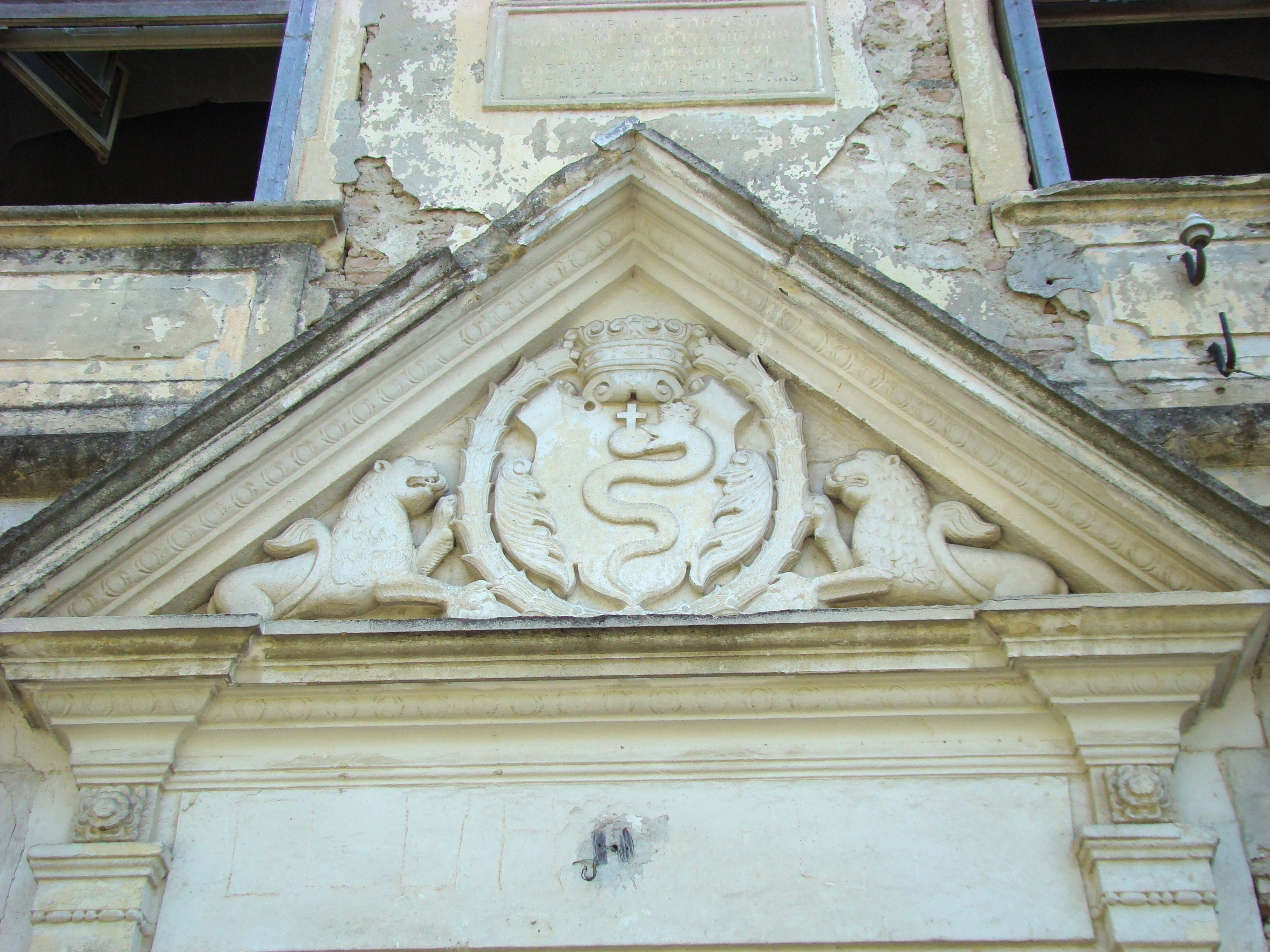
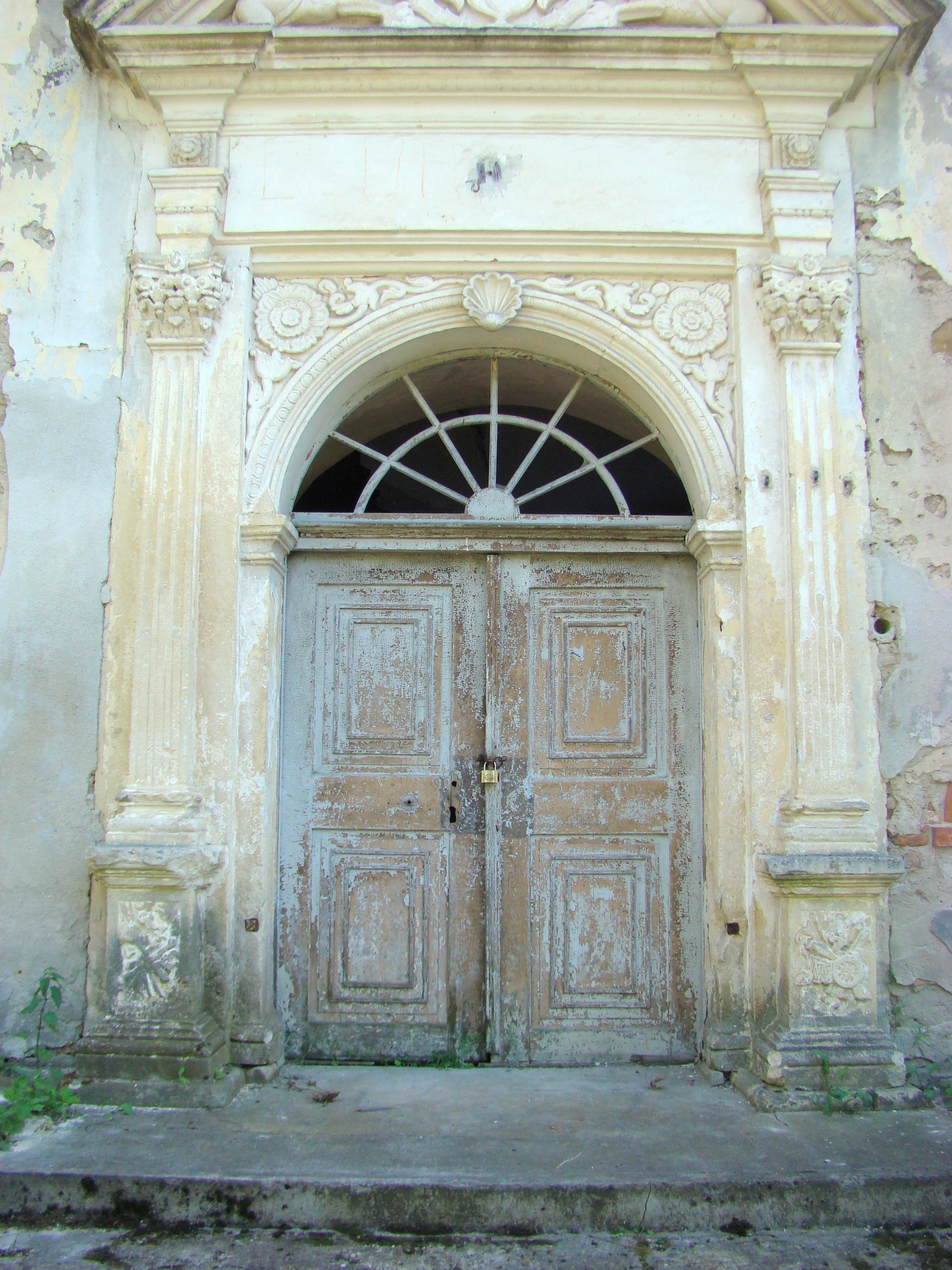
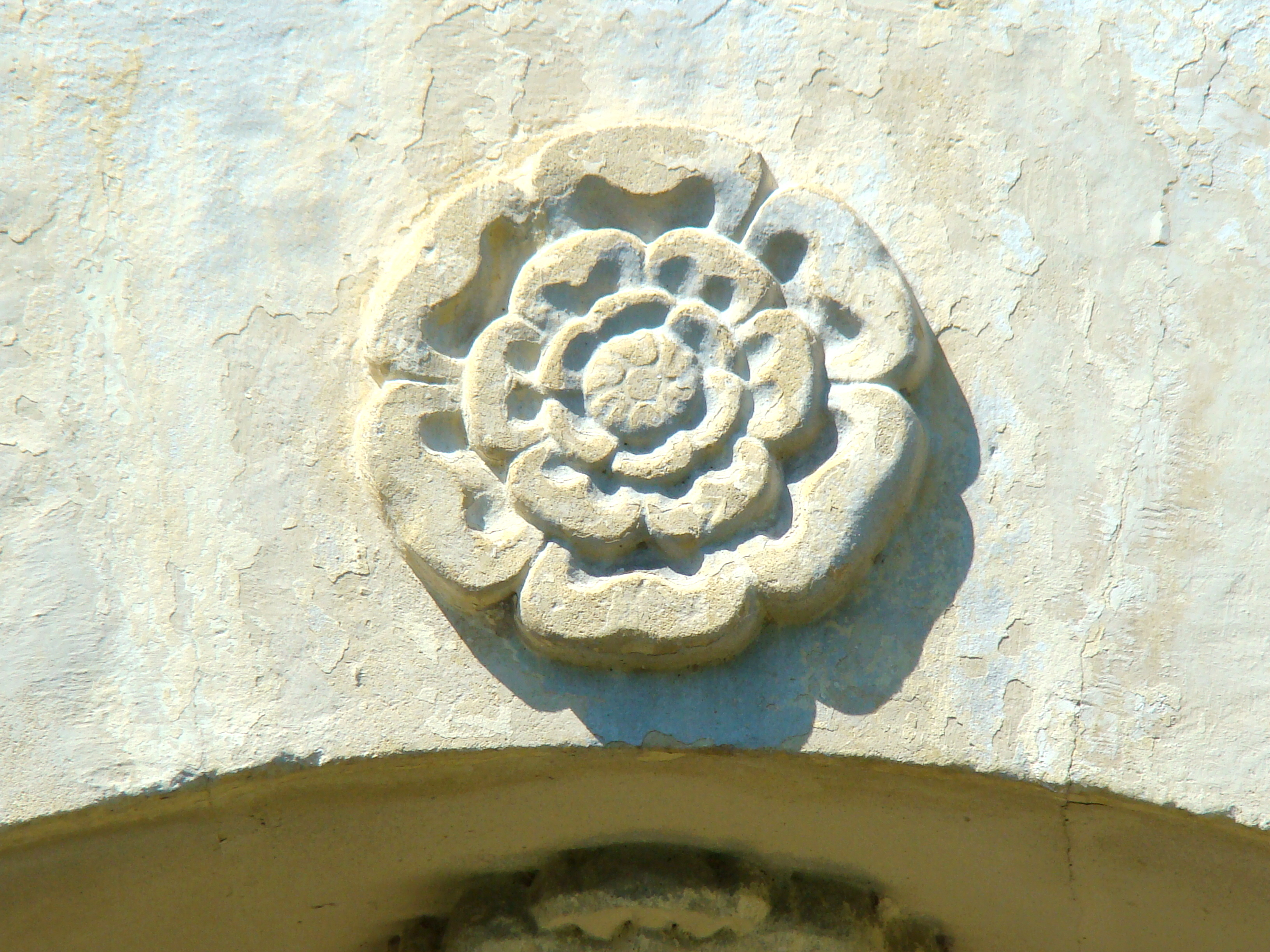
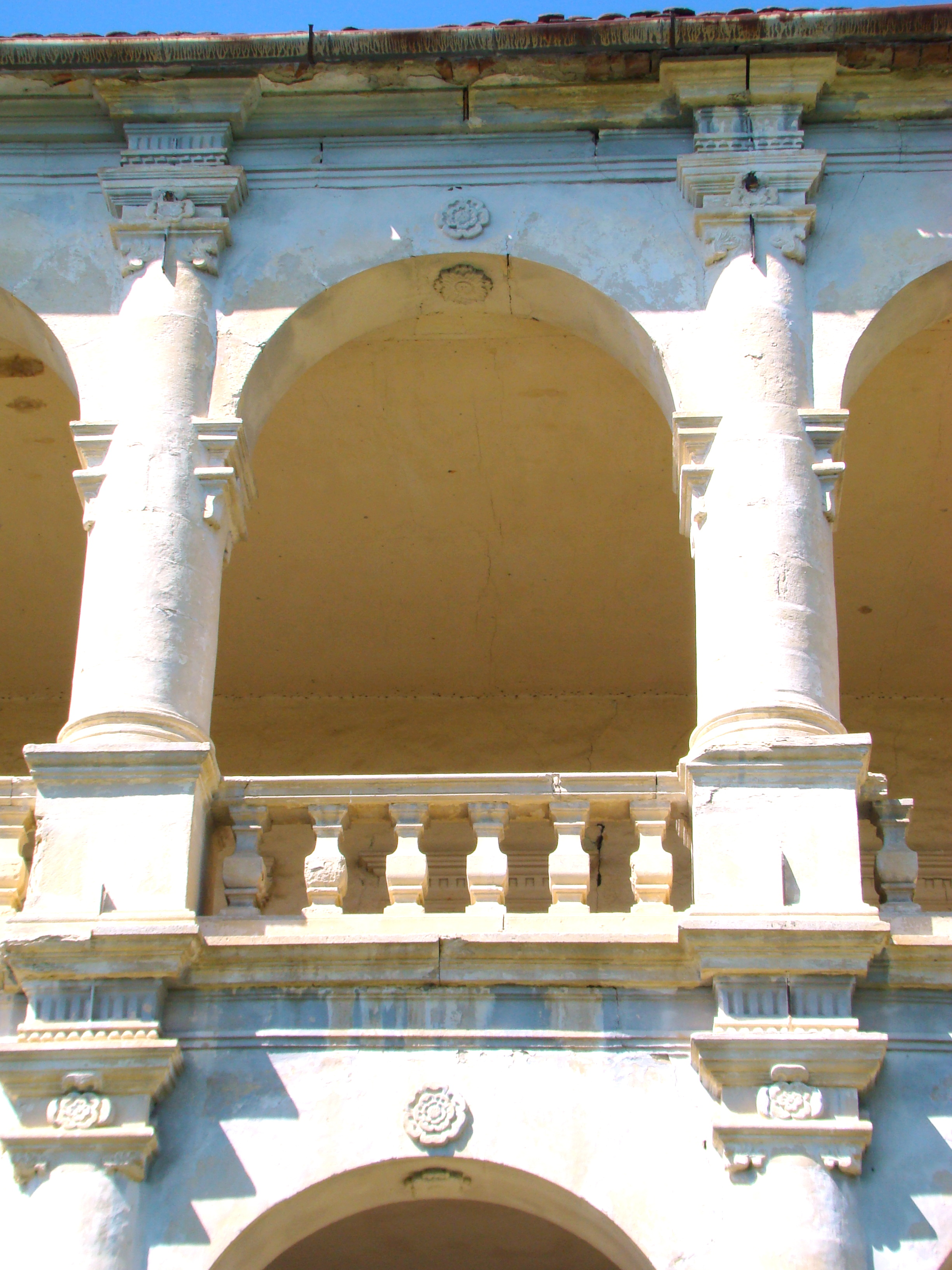
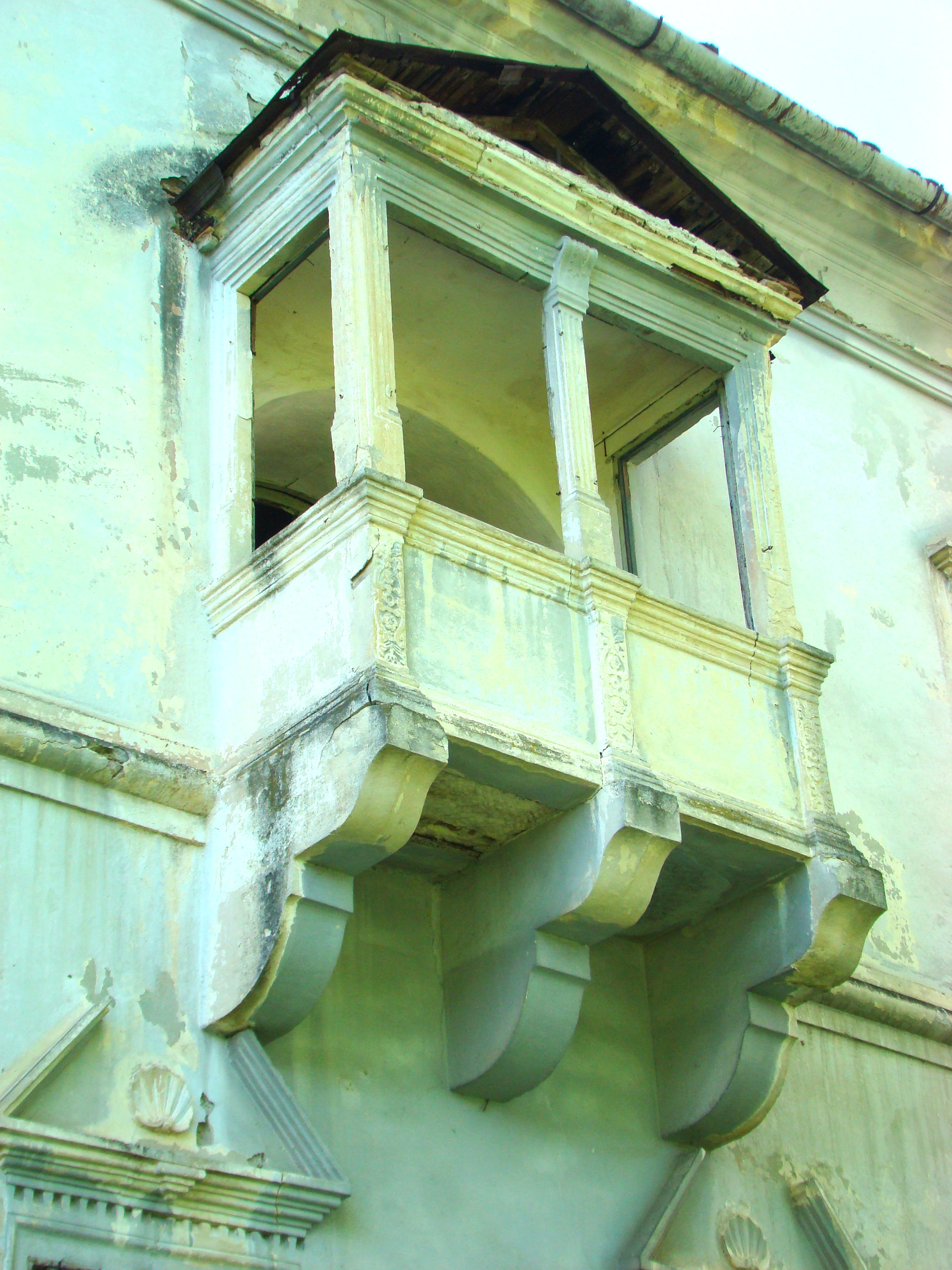
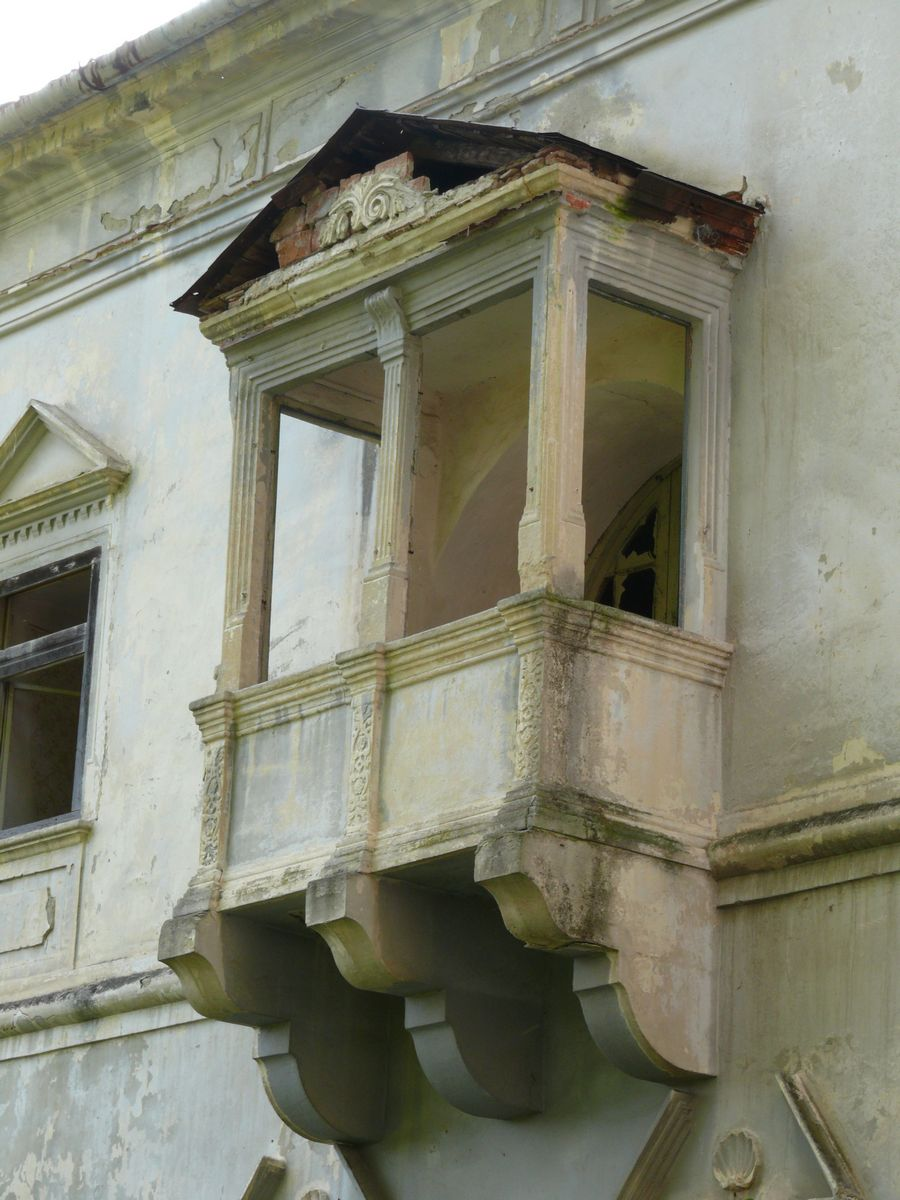
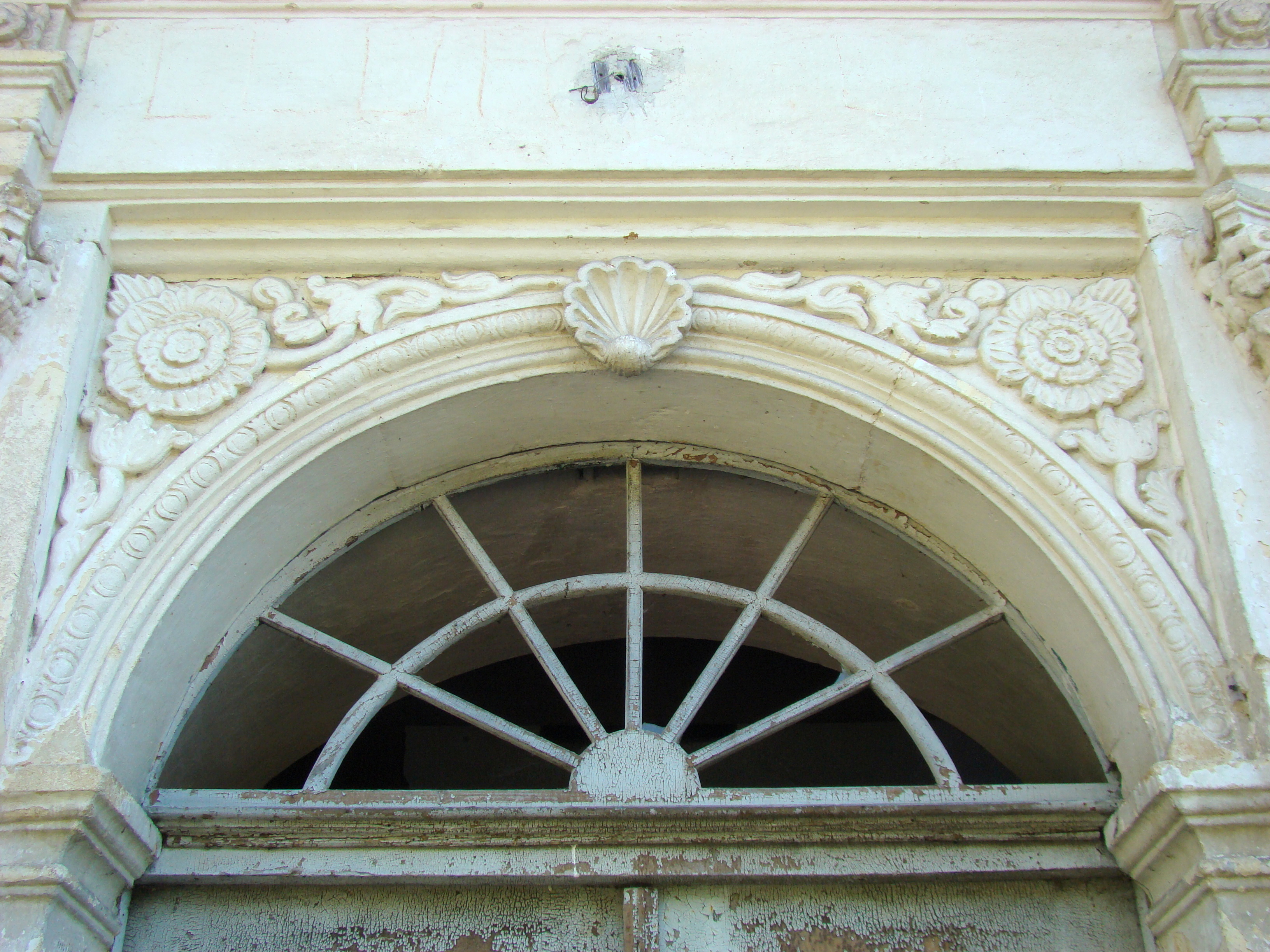
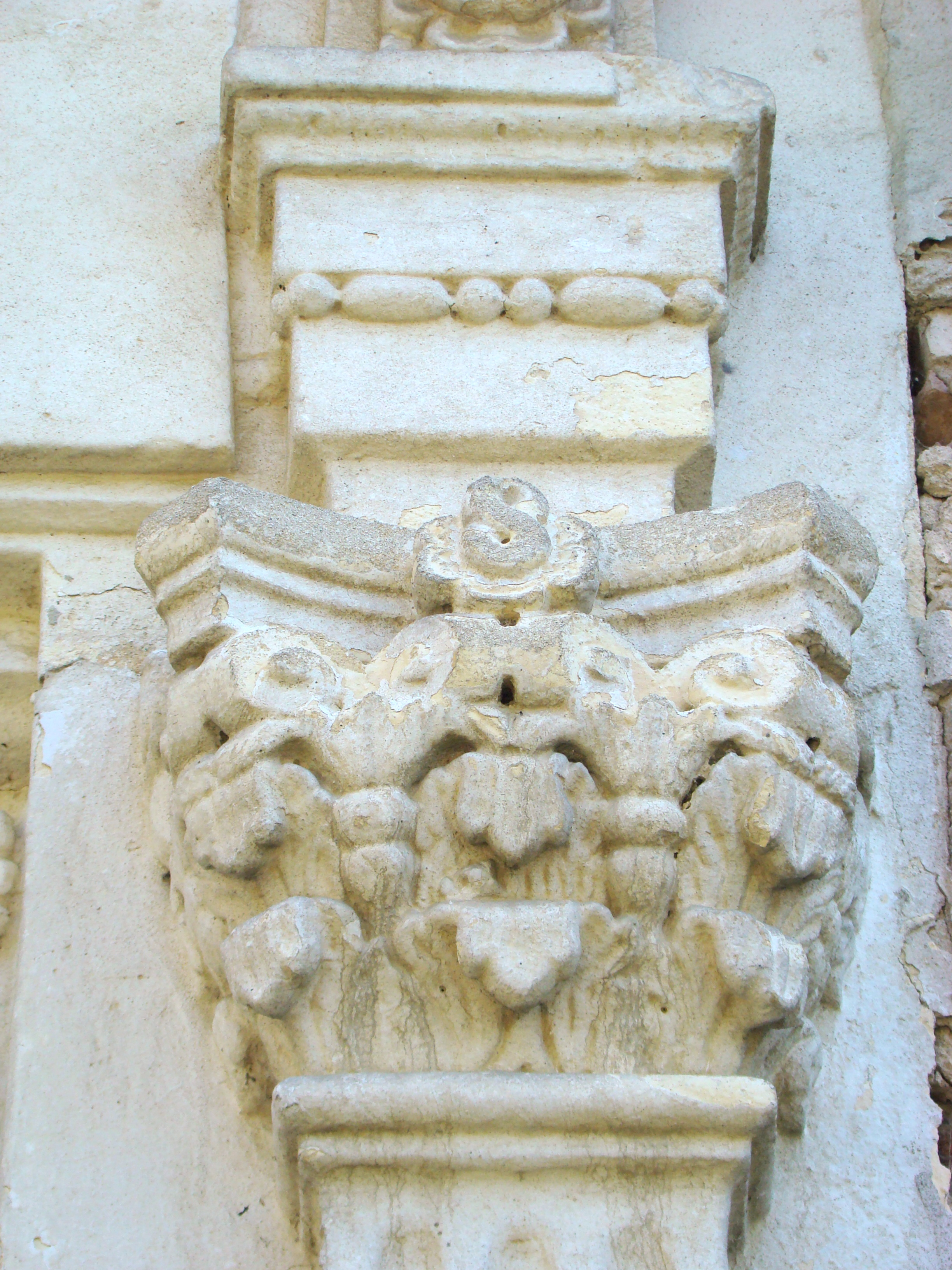
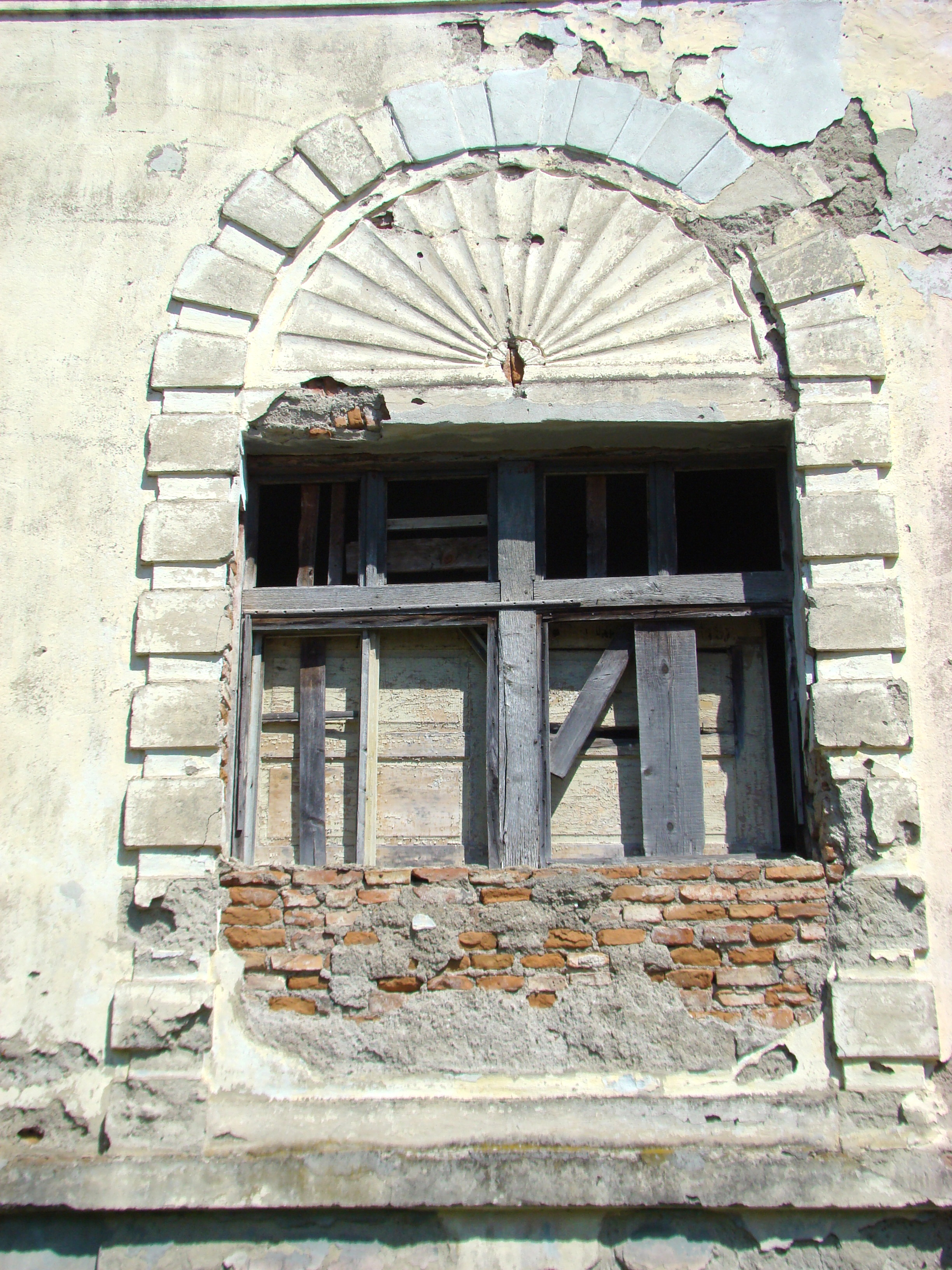
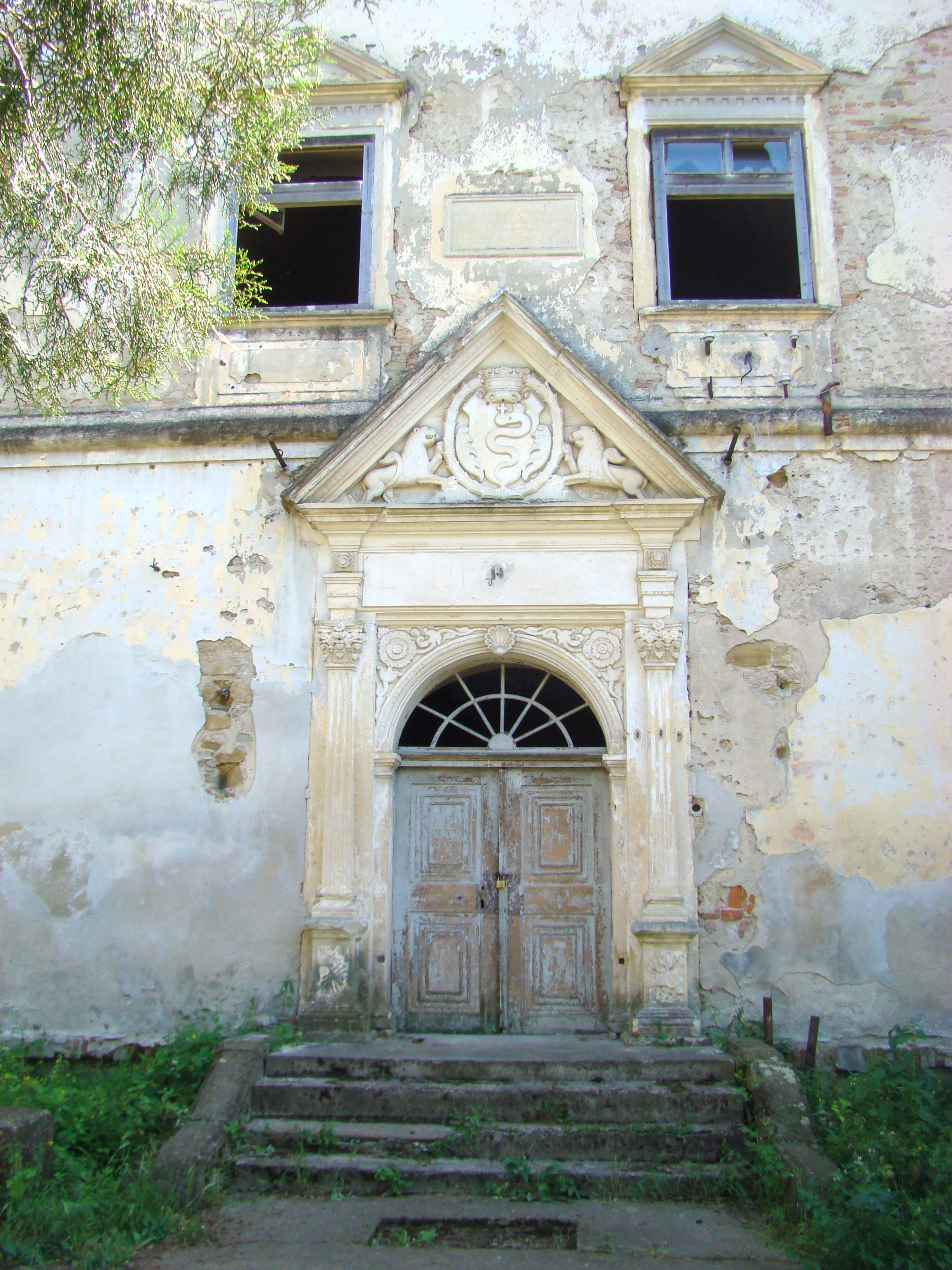
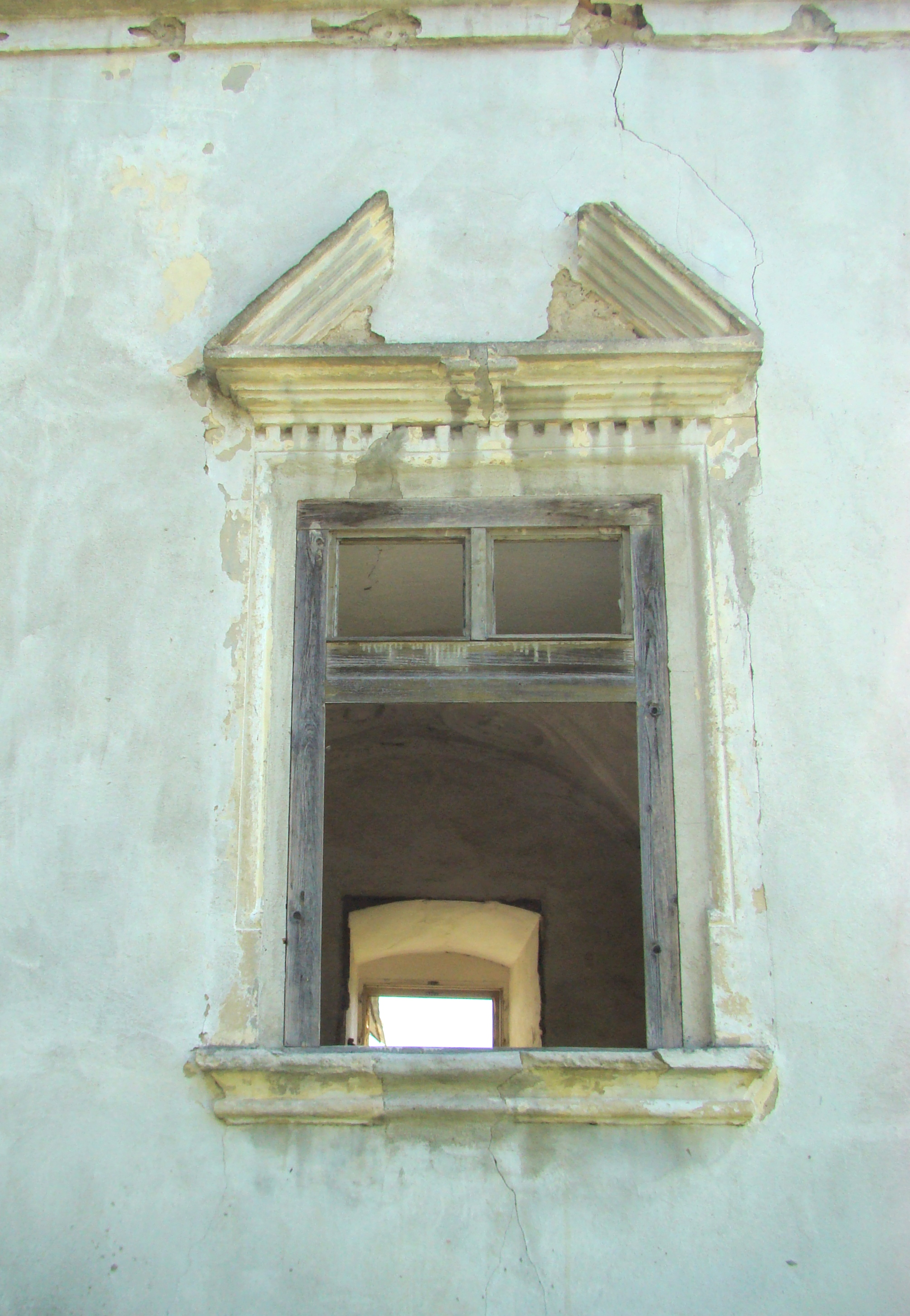
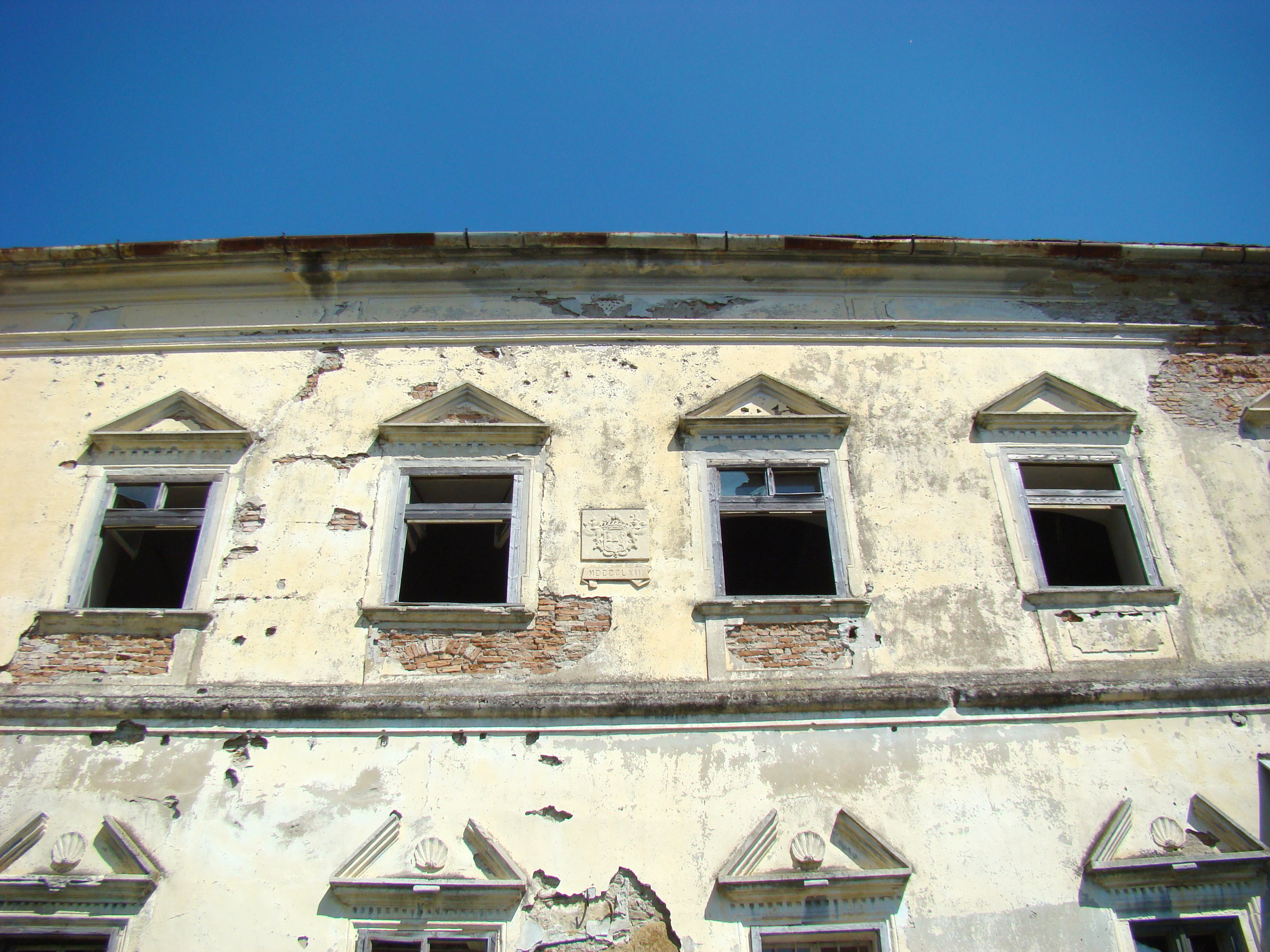
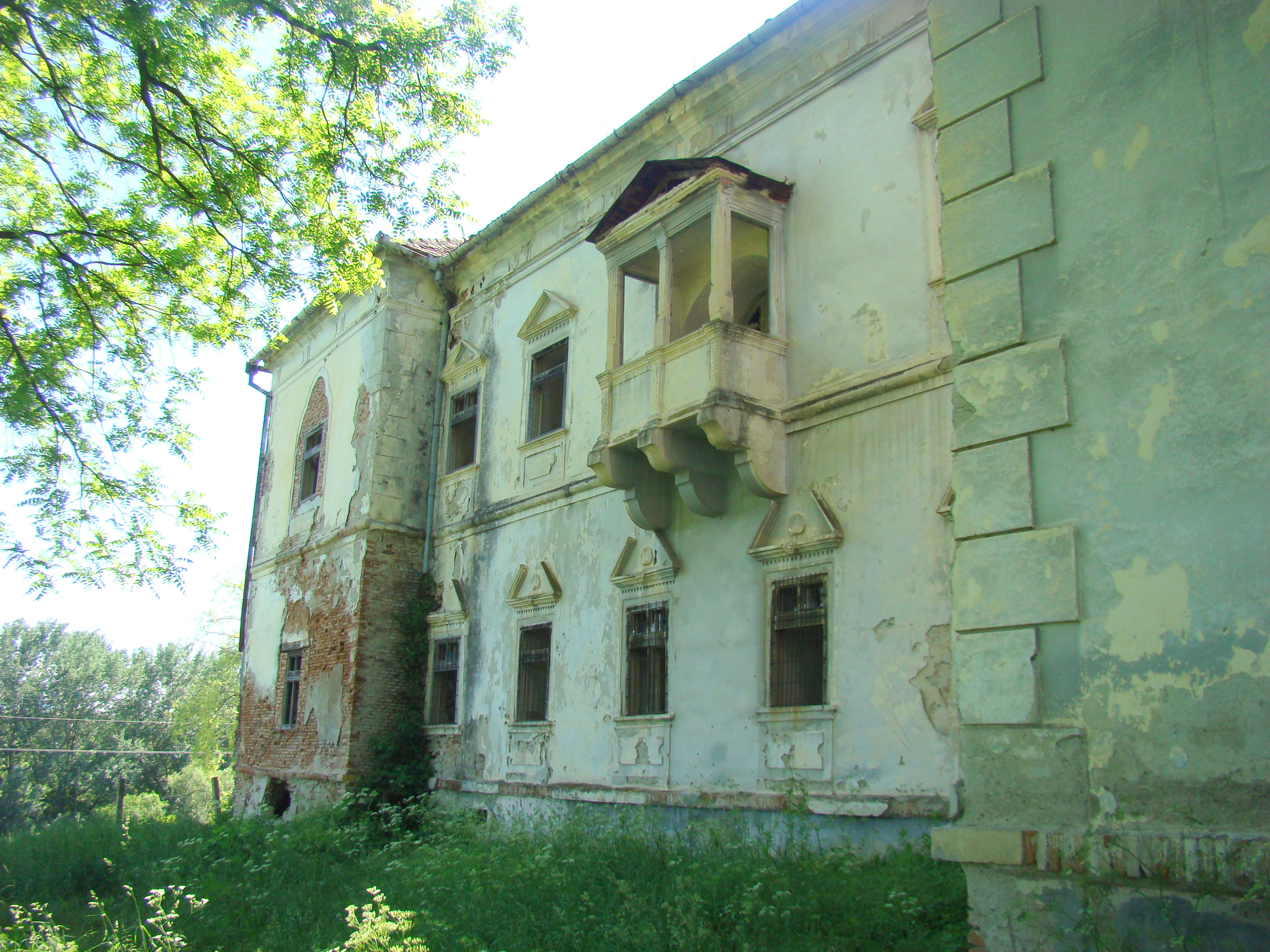
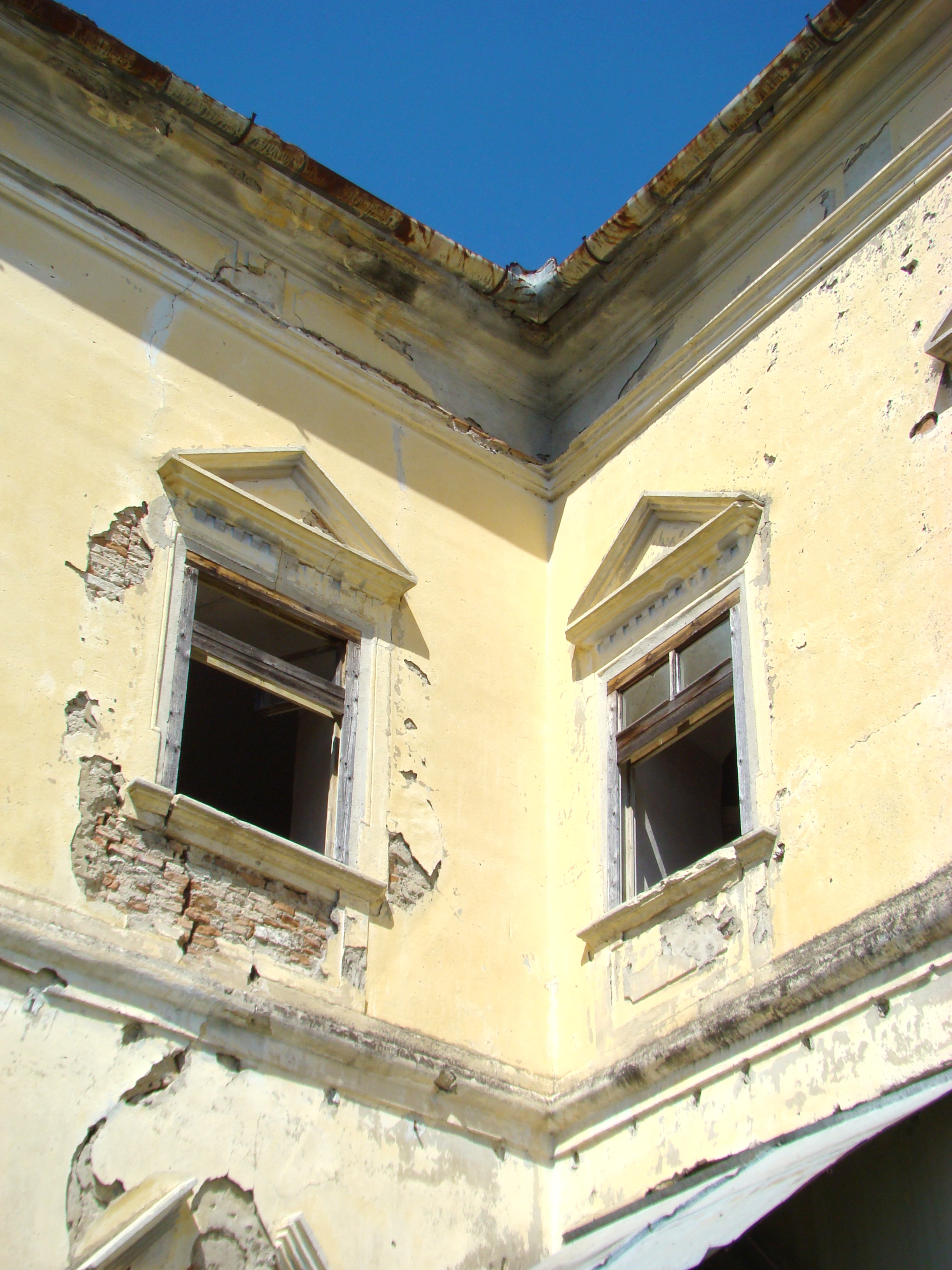
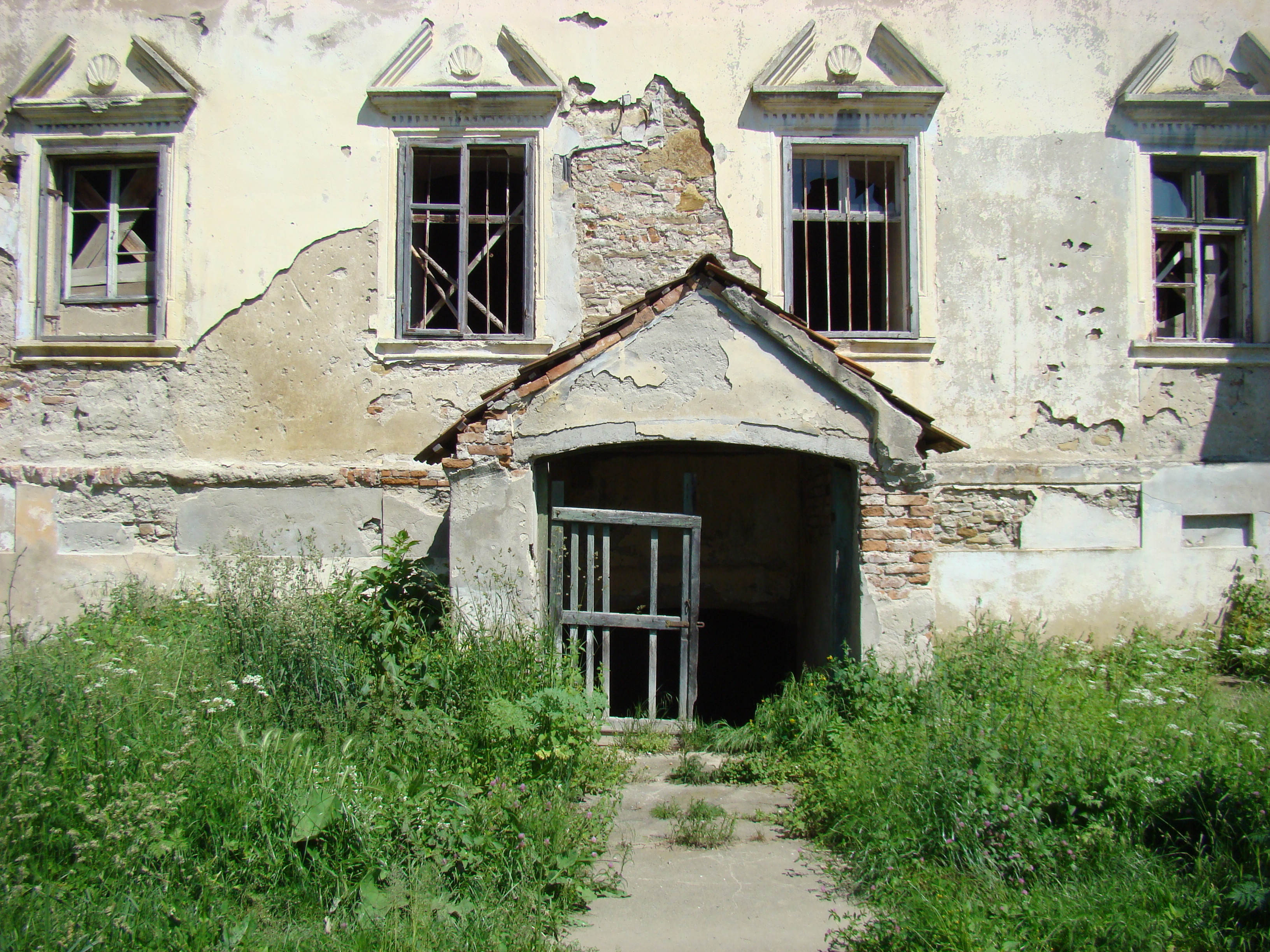
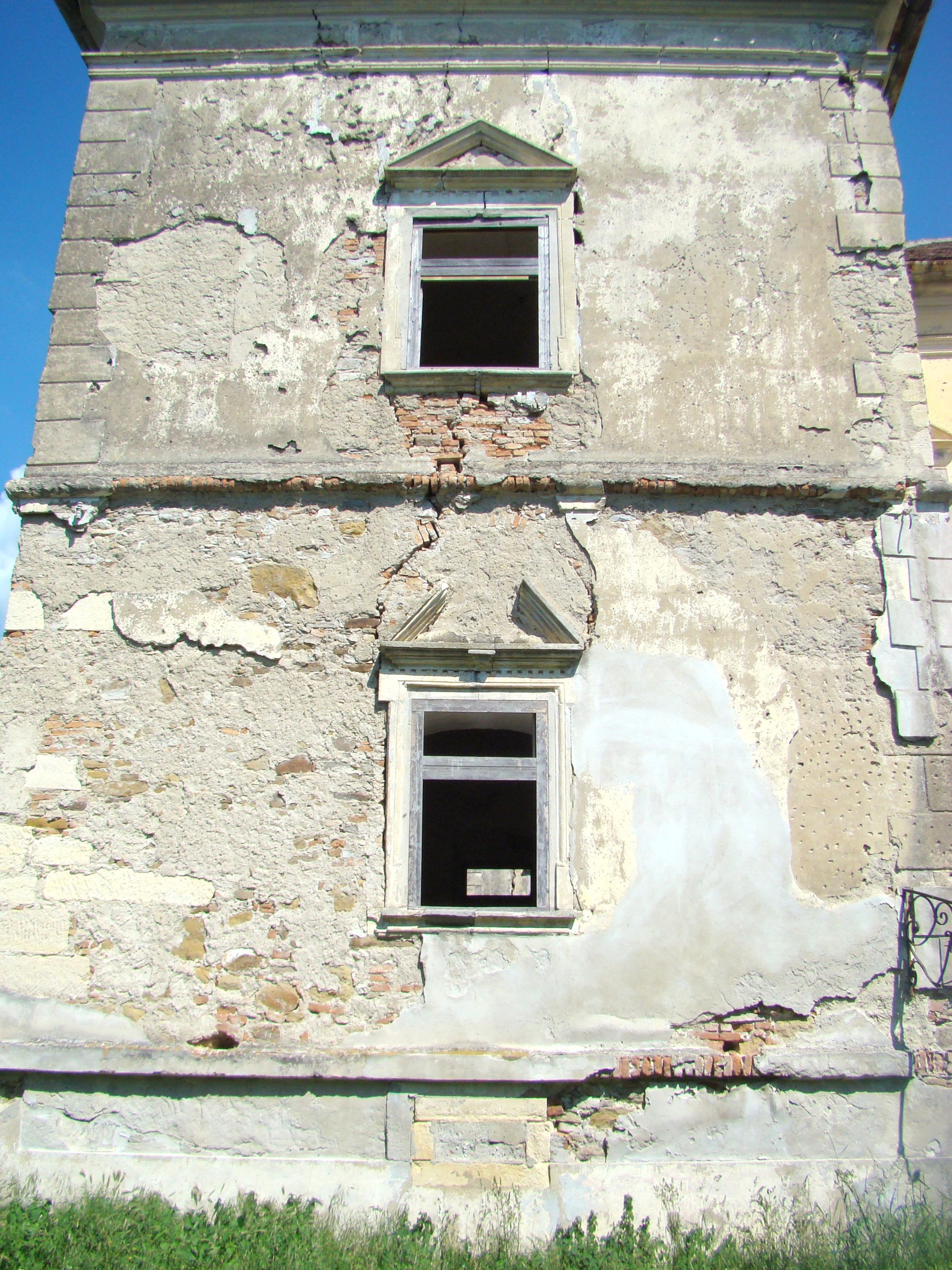
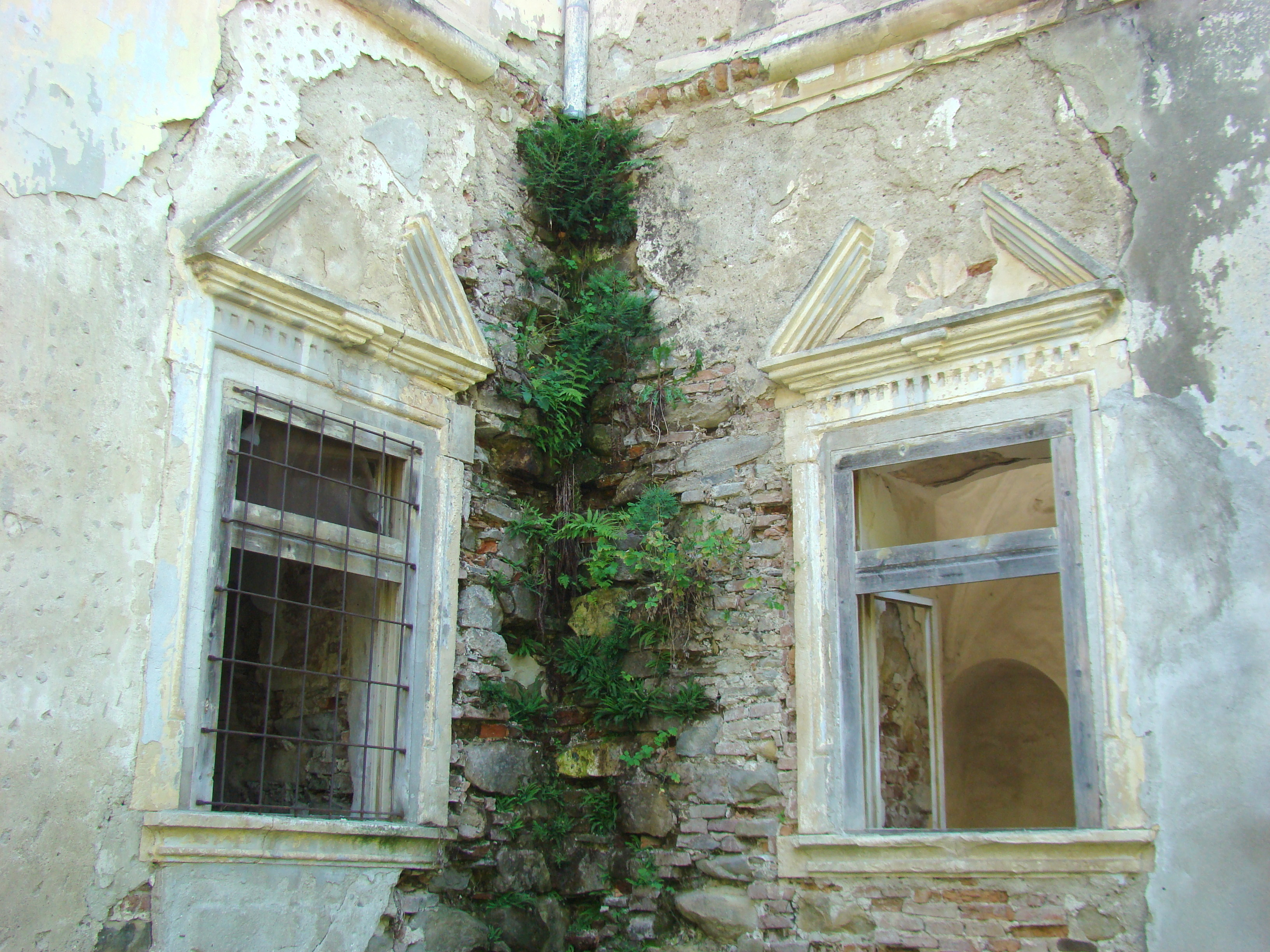
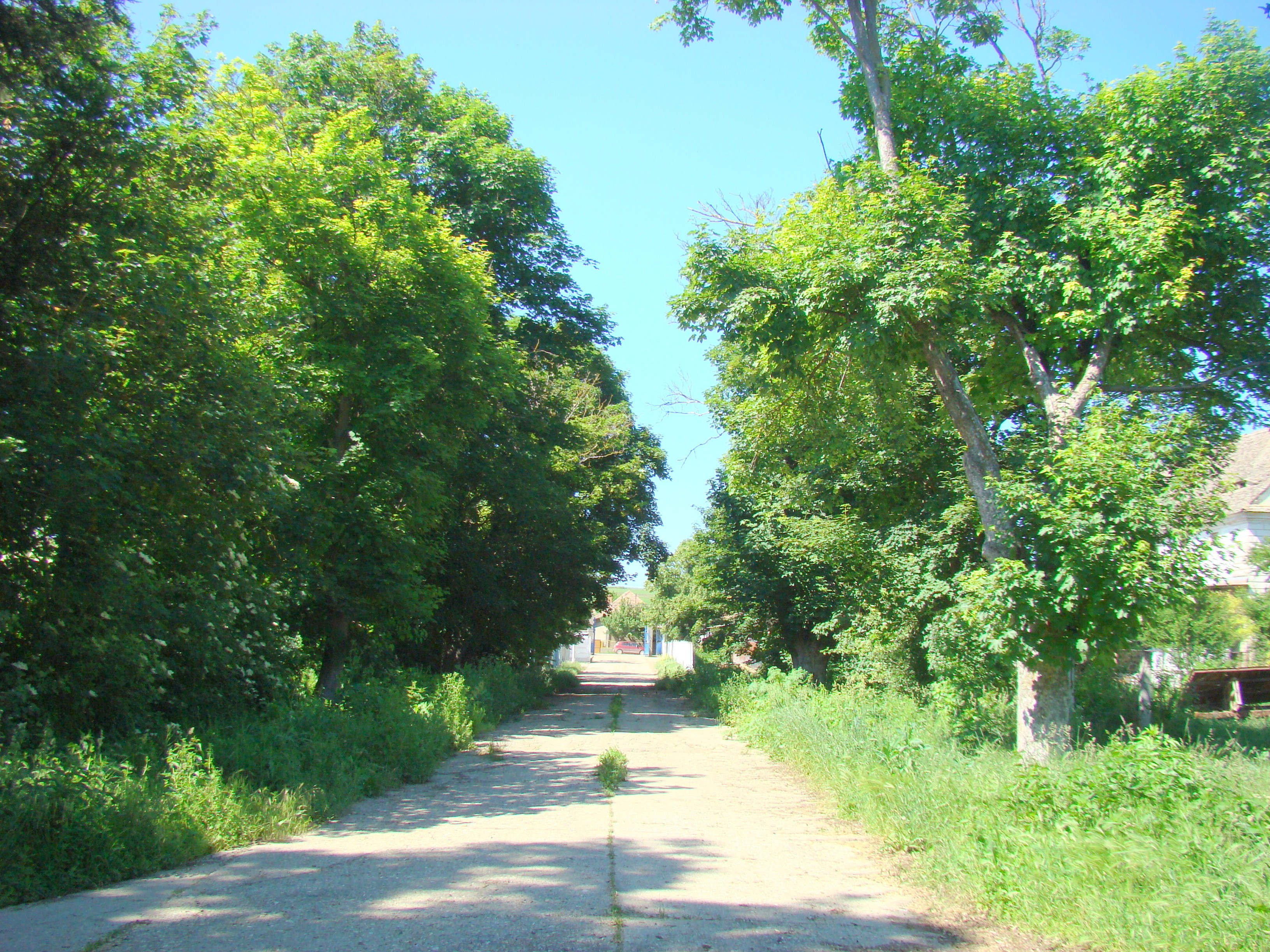
Parcul castelului